# 北苑路 (北京)
40°00′42″N 116°24′59″E / 40.0116273°N 116.4164191°E
北苑路是位于北京市朝阳区北部的一条道路。

## 简介
北苑路附近有大羊坊村。元朝时，安贞门是通往山海关外的要道，常有人自关外赶着羊群来到安贞门外贩卖。明清时期，张家口外的贩羊人也到安定门外贩卖。其中有人在安定门以北20余里处暂居，屠宰活羊后出售，还有人加工羊下水后在安定门外的市场上出售。这类加工羊肉制品的小作坊称“羊房”、“羊店”，后谐音成“羊坊”、“羊坊店”。店铺聚集形成活羊及羊肉制品交易市场，俗称“大羊坊店”，简称“大羊坊”。后来此处形成村落“羊坊村”，民间多称之为“大羊坊”。清朝出安定门经大羊坊至小汤山有条土路，是皇帝出行热河（承德）的御道之一，1940年代部分路段建成水泥路，1950年代改为柏油路，因紧临北苑而定名“北苑路”。
北苑路过去南起北土城东路的元大都安贞门原址，向北曲折至立水桥。从与慧忠路－小营西路交口附近向南又辟支线至北四环惠新西桥接惠新西街，道路等级较高。而从与慧忠路－小营西路交口处到安贞门的原路段由于周边建筑限制已无法扩建，被北四环从中间截断。乃从安贞门向正北另建安定路、安立路。北京地铁5号线沿北苑路惠新西桥至立水桥段建设，大部分路段轨道高架于道路中间。北苑路是天通苑居民进北京市中心的主要通道之一。
北苑路有从立水桥以南沿清河南岸向东北延长再跨过清河接立水桥东一路的延长线。2007年11月，北苑路北延工程获得批准。2011年，北苑路北延工程跨清河桥建成，该桥为双向六车道。但由于北苑路北延工程一直未完成，所以该桥建成后，桥南长期不通行。2016年10月1日至10月7日，北苑路北延穿越地铁13号线箱涵工程建设，为此北京地铁13号线东段7站（立水桥站—东直门站）停运7天。该路段最终定名为立通路。